# بوسارة جانا
بوسارة جانا (الاسم العلمي: Bosara janae) هي نوع من الحشرات تتبع جنس البوسارة من الفصيلة الأرفية.